# Richard Kippist
Richard Kippist (11 de junio de 1812, Stoke Newington - 14 de enero de 1882, Londres) fue un botánico inglés.
Se asocia a la Sociedad linneana de Londres en 1842, y será bibliotecario de esa sociedad de 1842 a 1880.

## Honores

### Eponimia
Géneros
- (Asteraceae) Kippistia F.Muell.[1]

- (Celastraceae) Kippistia Miers[2]

Especies
- (Proteaceae) Banksia kippistiana (Meisn.) A.R.Mast & K.R.Thiele[3]

## Fuente
- Ray Desmond. 1994. Dictionary of British & Irish Botanists & Horticulturists including Plant Collectors, Flower Painters & Garden Designers. Taylor & Francis & The Natural History Museum (Londres).

- La abreviatura «Kippist» se emplea para indicar a Richard Kippist como autoridad en la descripción y clasificación científica de los vegetales.[4]